# Pont Charlemagne
Pour les articles homonymes, voir Charlemagne.
Le pont Charlemagne, est un petit pont routier sur le parcours de la route départementale 436, qui traverse à Mijoux la Valserine, limite naturelle entre les départements du Jura et de l'Ain.

## Histoire
Le pont Charlemagne aurait été emprunté[réf. souhaitée] en 1476 par les ravisseurs de Yolande de France, sœur du roi de France Louis XI, par des hommes de Charles le Téméraire, duc de Bourgogne.
En 1613, des bornes territoriales sont installées, délimitant ainsi le Pays de Gex sous souveraineté française depuis le traité de Lyon en 1601, de son voisinage immédiat.

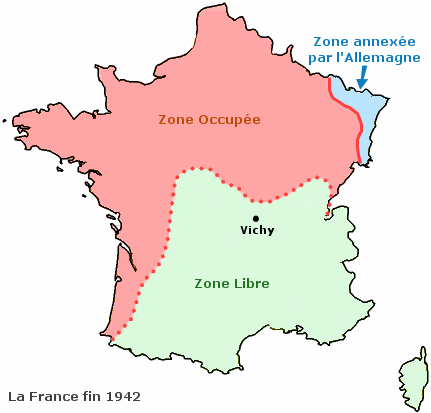
Mise en évidence de la ligne de démarcation sur laquelle se trouvait le pont Charlemagne.

## Lieu de mémoire duXXesiècle
À partir du 22 juin 1940, le pont constitue un point de passage sur la ligne de démarcation, entre la zone libre, côté Jura et la zone occupée, côté Ain ; un laissez-passer est alors nécessaire pour franchir le pont Charlemagne.
À partir de l'été 1943, Michel Hollard, résistant français du réseau AGIR, est chargé de la communication des localisations des lieux de lancement des fusées V1 aux Britanniques. En l'occurrence, c'est à l'ambassade de Grande-Bretagne à Berne qu'il fournit ces renseignements : il franchira une centaine de fois la frontière suisse pour effectuer cette mission et grâce à des complicités locales (Denis et Alice Poncet), franchira la Valserine un grand nombre de fois (à environ 3 km du pont, près de la ferme des époux Poncet, connue sous le nom de « La petite Bachaudie »). À partir de la fin du mois de décembre 1943, les sites de lancement de V1 en France, qui forment un arc de cercle allant de la Basse-Normandie au Pas-de-Calais, sont systématiquement bombardés par la RAF.
La stèle érigée sur le pont rend hommage à «« L'homme qui a sauvé Londres »» ; elle rend également hommage à Denis et Alice Poncet.
La stèle

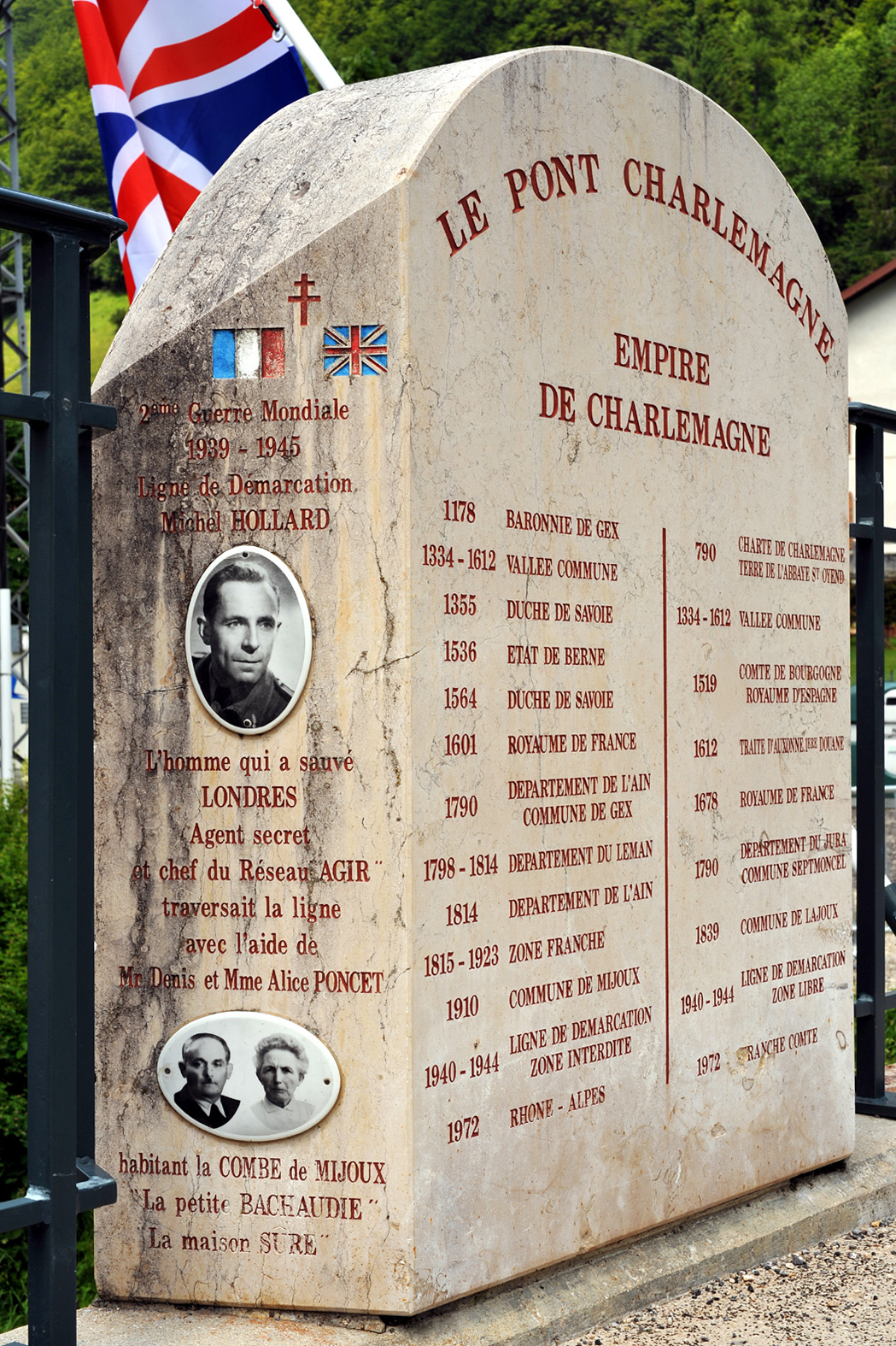
Côté gauche de la stèle du pont Charlemagne, rendant hommage à Michel Hollard.

Une stèle est érigée[Quand ?] à mi-chemin du pont : sur sa face principale est gravée un historique chronologique depuis l'empire de Charlemagne.
Son côté gauche rend hommage à Michel Hollard et aux époux Poncet.

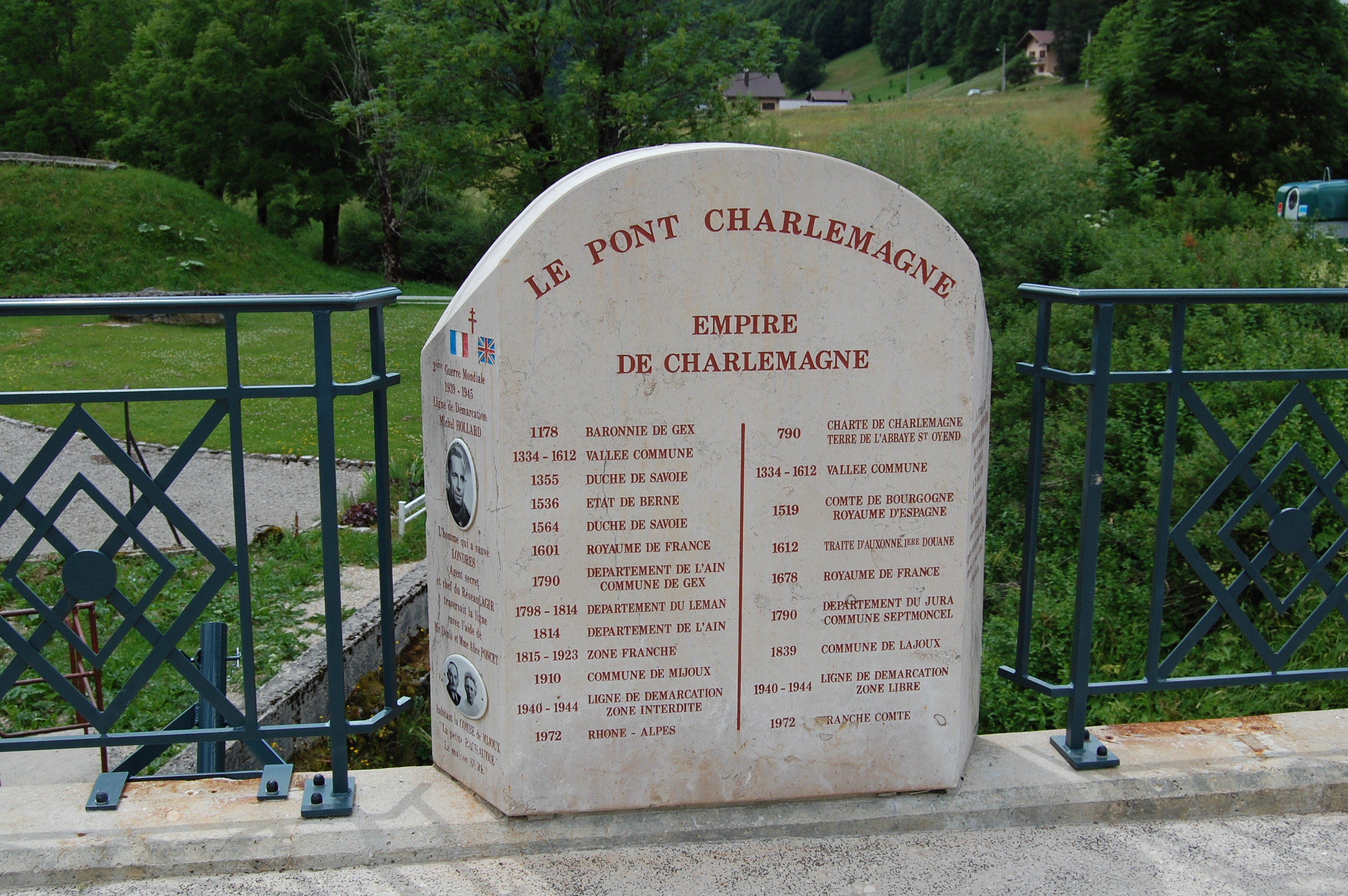
Vue de la stèle.
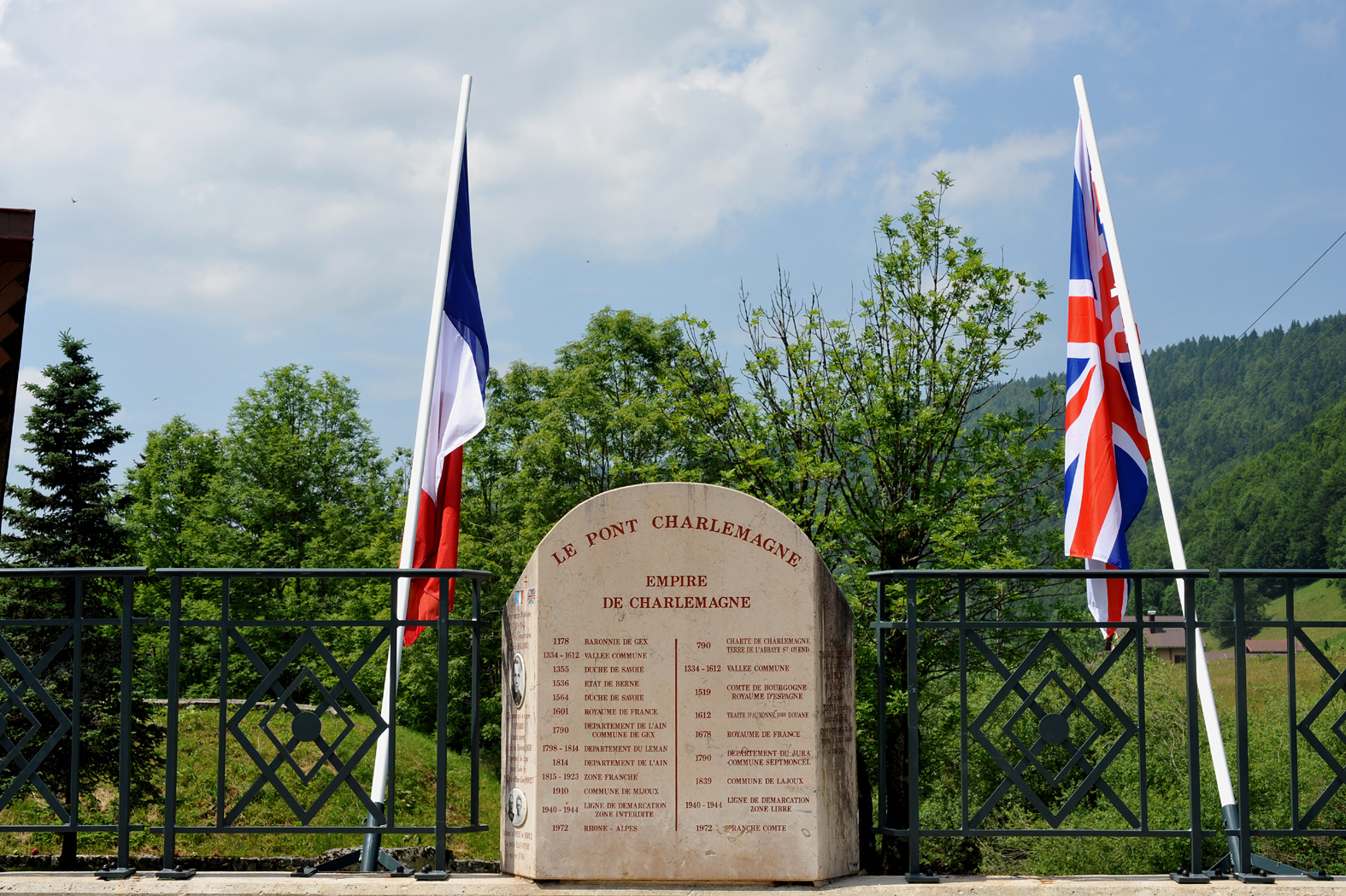
Autre la vue de la stèle du pont Charlemagne.